# 4032 Chaplygin
4032 Chaplygin eller 1985 UT4 är en asteroid i huvudbältet som upptäcktes den 22 oktober 1985 av den sovjetisk-ryska astronomen Ljudmila Zjuravljova vid Krims astrofysiska observatorium på Krim. Den är uppkallad efter den ryske fysikern och ingenjören Sergej Tjaplygin.
Asteroiden har en diameter på ungefär fyra kilometer.